# Schizonium ovallenum
Schizonium ovallenum är en mångfotingart som beskrevs av Chamberlin 1955. Schizonium ovallenum ingår i släktet Schizonium och familjen storjordkrypare. Inga underarter finns listade i Catalogue of Life.